# لیام لینچ (نوازنده)
لیام لینچ (انگلیسی: Liam Lynch؛ زادهٔ ۴ سپتامبر ۱۹۷۰) یک موسیقی‌دان اهل ایالات متحده آمریکا است. 